# Rebelles suédois
Pour un article plus général, voir Guerre suédoise de libération.
Les rebelles suédois (en suédois svenska unionsmotståndare, littéralement « les opposants de l'union suédois ») étaient les Suédois opposés à la centralisation du pouvoir de l'union de Kalmar au Danemark et qui ont participé, sous les ordres de Gustav Vasa, à la guerre suédoise de libération, aboutissant à la dissolution de l'Union et à l'indépendance de la Suède en 1523.